# Jingjing et Chacha
Pour les articles homonymes, voir Chacha.
Jingjing et Chacha sont deux personnages de fiction créés par la police de Shenzhen, en république populaire de Chine, et apparaissant sur les écrans des internautes de la région pour rappeler les lois concernant internet. 

## Description
Jingjing (homme) et Chacha (femme) commencent à apparaître sur les écrans des habitants de la région de Shenzhen le 22 janvier 2006, ils communiquent auprès des internautes visitant des sites et forums internet dans la région de Shenzhen. Ces deux agents informent sur ce qu'il est légal, en Chine, de consulter ou d'écrire sur internet. Les deux personnages informent également sur les risques existant, tels que les virus informatiques. Une fonctionnalité de chat permet aux internautes d'interagir directement avec les autorités. Il s'agit de la première initiative du genre en Chine, menée ici par la division surveillance internet du Bureau de sécurité publique de Shenzhen,. 
Les internautes pouvaient intervenir avec Jingjing à l'adresse dédiée 66110.qzone.qq.com et Chacha à l'autre adresse dédiée 777110.qzone.qq.com. 
Le Bureau de sécurité publique a déclaré à un journaliste du China Digital Times que l'outil servait surtout à intimider les internautes, et moins à informer, en matérialisant la surveillance omniprésente des autorités à travers deux mascottes. Selon le Financial Times, Chen Minli, directeur de la division surveillance internet, a déclaré que l'outil sert à scare off (« faire peur ») ceux qui utilisent internet à des fins malicieuses. 
À son lancement en janvier 2006, six policiers de la division surveillance internet de Shenzhen sont chargés du fonctionnement et de la surveillance effectués par ce programme. Un mois après son lancement, les autorités affirment que les contenus suspicieux capturés par les filtres de surveillance ont chuté de 60%. En septembre 2007, l'initiative s'étend à la ville de Pékin.
Leurs noms sont un jeu de mots avec le mot chinois pour police, jing cha.